# Liscomb River
Der Liscomb River ist ein Fluss in der kanadischen Provinz Nova Scotia.

## Flusslauf
Der Fluss hat seinen Ursprung im Big Liscomb Lake im Südosten der Nova-Scotia-Halbinsel. Der Liscomb River durchfließt den westlichen Teil des Guysborough County. Er fließt anfangs in östlicher, später in südlicher Richtung. Er durchfließt dabei eine Reihe kleinerer Seen, darunter Rush Lake, Hunting Lake und Ladle Lake. Es gibt mehrere Stromschnellen am Flusslauf. Der Little Liscomb River mündet linksseitig in den Fluss. Etwa 5 km oberhalb der Mündung passiert der Fluss den See Big Stillwater. Bei Liscomb Mills, kurz vor der Mündung in die Bucht Liscomb Harbour an der Südküste von  Nova Scotia, überquert der Nova Scotia Highway 7 den Liscomb River. Der Fluss hat eine Länge von etwa 55 km. Er entwässert ein Areal von ungefähr 390 km². Der mittlere Abfluss beträgt knapp 16 m³/s.
Die 29,7 km² große Liscomb River Wilderness Area erstreckt sich auf Höhe des Big Stillwater entlang dem Ostufer des Flusses.
Auf dem Liscomb River sind Kanutouren möglich. Im Liscomb River kommen der Atlantische Lachs und der Bachsaibling vor.
Ferner ist der Liscomb River Lebensraum der Waldbachschildkröte.